# Йеаклаом
Йеаклаом (кхмер. បឹងយក្សឡោម) — вулканическое озеро на северо-востоке Камбоджи, в провинции Ратанакири.
Йеаклаом появился много тысячелетий назад вследствие наполнения кратера вулкана. Диаметр этого озера 800 метров, а глубина около 48 метров.
Благодаря вулканической активности вода в озере тёплая и прозрачная круглый год.